# Rampah (Serba Jadi)
Rampah is een bestuurslaag in het regentschap Aceh Timur van de provincie Atjeh, Indonesië. Rampah telt 414 inwoners (volkstelling 2010).